# اچ‌ام‌اس دانا (اف۴۷)
اچ‌ام‌اس دانا (اف۴۷) (به انگلیسی: HMS Danae (F47)) یک کشتی است. این کشتی در سال ۱۹۶۵ ساخته شد.